# فالفولين
فالفولين (Valvoline Inc) هي شركة تصنيع وتوزيع أمريكية لزيوت السيارات والإضافات وزيوت التشحيم التي تحمل علامة فالفولين. كما أنها تمتلك سلاسل «فالفولين إنستانت أويل تشينج» و «فالفولين إكسبرس كير» لمراكز إصلاح السيارات. اعتبارًا من 2022، وهي ثاني أكبر مزود لخدمات تغيير الزيت في الولايات المتحدة بحصة سوقية تبلغ 10٪ و 1400 موقع.

## تاريخ

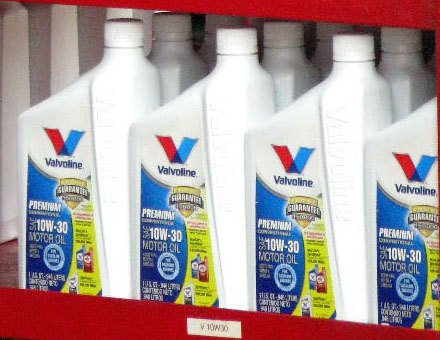
عرض لزيوت محركات فالفولين

أسس الدكتور جون إليس، مخترع زيوت التشحيم البترولية للمحركات البخارية، شركة فالفولين في 6 سبتمبر 1866، في بينغامتون، نيويورك، باسم «شركة تكرير النفط المستمر» ("Continuous Oil Refining Company"). في عام 1868، أعاد إليس تسمية زيت أسطوانة بينغامتون إلى زيت فالفولين الذي لا يُنسى. في العام التالي، نقل شركة تكرير النفط المستمر إلى بروكلين. مع ابنه وصهره، أعاد إليس تسمية الشركة إلى «إليس وليونارد» وانتقل إلى شاديسايد، نيو جيرسي. تلقى فالفولين الثناء من تشارلز إف تشاندلر وآخرين في معرض باريس عام 1878. بحلول تسعينيات القرن التاسع عشر، ارتبط زيت فالفولين بفوز سيارات السباق. خلال أوائل القرن العشرين، كان فالفولين هو زيت المحرك الموصى به في فورد موديل تي.
في عام 1949، اشترتشركة أشلاند فريدوم-فالفولين. بحلول عام 2016، شكلت شركة فالفولين التابعة لـ أشلاند حوالي 37 ٪ من الإيرادات السنوية للشركة الأم. أكملت شركة فالفولين طرحًا عامًا أوليًا في بورصة نيويورك في 22 سبتمبر 2016، قبل أن تنطلق شركة أشلاند من شركة فالفولين كشركة مستقلة في 5 مايو 2017.

## الرعايات

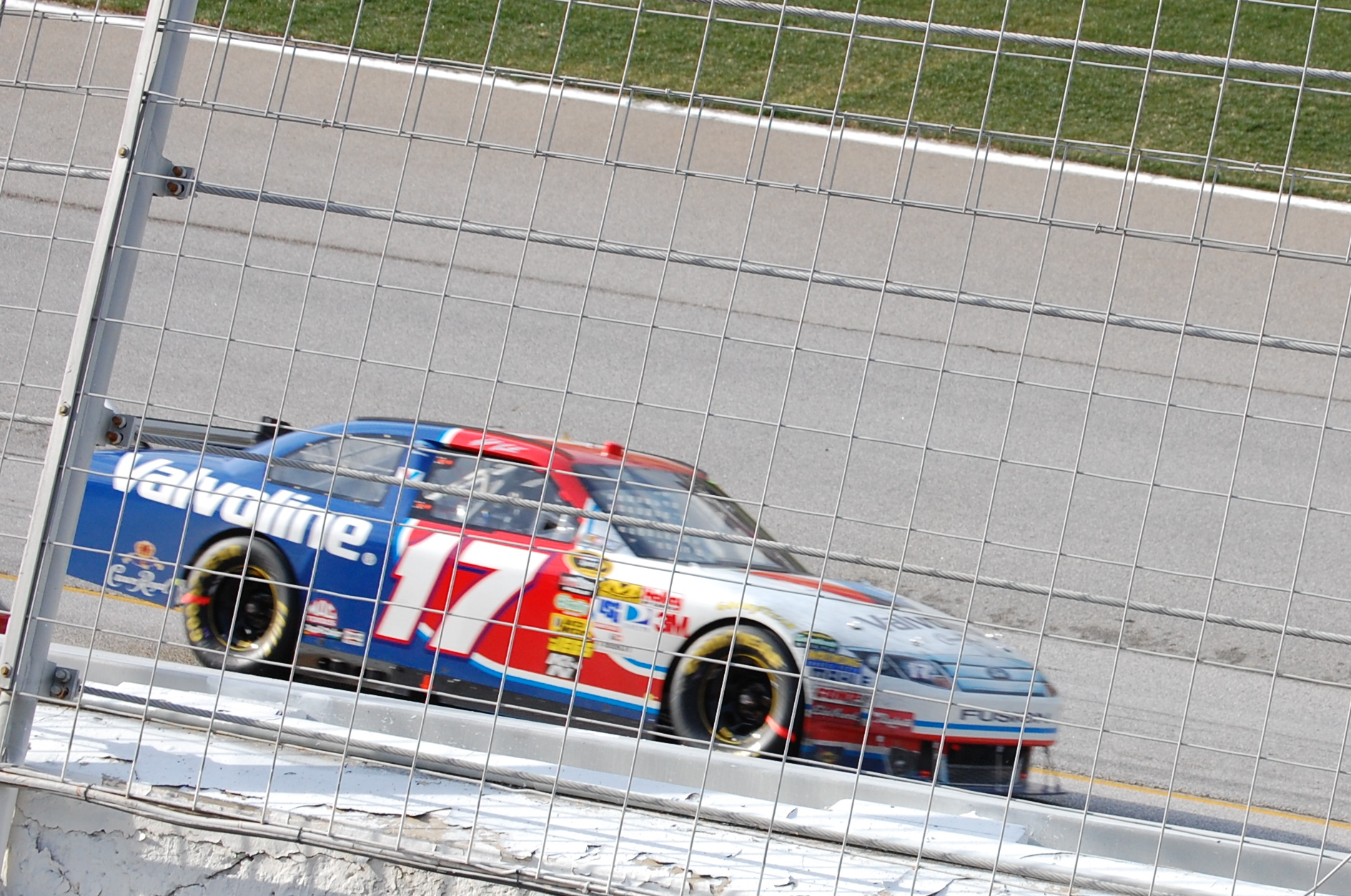
السيارة رقم 17 لسبرينت كب سيريز الرياضية بألوان فالفولين

قامت فالفولين برعاية عدد من سباقات السيارات لتسويق زيوت محركاتها، بما في ذلك بطولة SCCA الوطنية للبطولة ومجموعة بوماريتو للسيارات 500. رعت فالفولين أيضًا سائق سلسلة NASCAR Cup مارك مارتن (1992-2000)، وسائق CART Al Unser Jr.) (1988-1993))، وفرق ناسكار (RahMoc Enterprises) و (Ginn Racing) وهندريك موتورسبورتس (منذ 2014).
في أستراليا، تمتلك فالفولين حقوق التسمية في سيدني سبيدواي وترعى سباق الجائزة الكبرى الأسترالي سباق سبرينتكار. كما رعت بطولة المصنعين الأسترالية لعام 1994.
كانت فالفولين أيضًا مورد مواد التشحيم الرسمي لفريق فريق ماروسيا إف1 في عام 2014 (لاحقًا فريق (Manor Marussia F1) في عام 2015)، لكن الفريق لم يُظهر شعار فالفولين على سيارات ماروسيا إف1 على الرغم من استخدام محركات فريق فيراري. منذ يونيو 2020، ترعى فالفولين نادي رابطة الدوري الإسباني نادي إشبيلية كشريك عالمي، مع ظهور شعارهم على أكمام مجموعات المباريات.

## روابط خارجية
- الموقع الرسمي